# Бердичевский уезд
Берди́чевский уе́зд — административно-территориальная единица Киевской губернии Российской империи. Уездный город — Бердичев.

## География
Уезд находился на западе губернии. Площадь уезда составляла 3227 км².
Наиболее (абсолютно) высокие точки в губернии находились на западной границе Бердичевского уезда (село Туча 1055 футов абсолютной высоты, село Богудзенка 1051 фут, Немиринцы 964 фута, Соменовка 925 футов).
Насыпные валы сохранились в уездах Киевском, Бердичевском, Звенигородском и других.

### Климат
В Бердичеве средняя температура воздуха в январе −5,4 °C, в апреле +6,8 °C, в июле +18,6 °C, в октябре +8,2 °C; средняя температура года +7,2 °C.

## История
Уезд образован в 1846 году в составе Киевской губернии на основе упразднённого Махновского уезда. В 1923 году уезд был упразднён, на его территории образован Бердичевский район Бердичевского округа.

## Демография
Согласно переписи 1889 года (за вычетом Бердичева, в котором проживало 77 823 душ обоего пола) в уезде проживало 172 490 человек (евреев 23,1 %).
По первой всеобщей переписи населения Российской империи 1897 года (за вычетом Бердичева, в котором проживало 53 351 душ обоего пола) Бердичевский уезд насчитывал 226 344 души обоего пола (евреев 23380, 10,3 %).

### Национальный состав
| Год  | Числ.   | малороссы | евреи  | великорусы | поляки | немцы |
| ---- | ------- | --------- | ------ | ---------- | ------ | ----- |
| 1889 | 172 490 | 66,9 %    | 23,1 % | 3,6 %      | 5,8 %  | …     |
| 1897 | 226 344 | …         | 10,3 % | …          | …      | …     |

Почти всё еврейское население уезда живёт в местечках; % евреев в селах и деревнях весьма низкий; кроме того, 714 душ в еврейских крестьянских поселениях. В следующих местностях, из числа тех, в коих не менее 500 жителей, евреи наиболее густо поселены: м. Белиловка, всего жителей 4851, из них евреев 2223; м. Белополье: жит. 2619, евр. 1141; м. Вахновка: жит. 5371, евр. 2404; м. Дзюнков: жит. 4314, евр. 1137; м. Казатин: жит. 8614, евр. 1731; слоб. Королевка: жит. 589, евр. 402; с. Кумановка: жит. 1089, евр. 369; м. Махновка: жит. 5343, евр. 2435; с. Низгурцы Большие: жит. 1801 (правосл. 975, р.-к. 479), евр. 339; м. Погребище: жит. 6284, евр. 2494; м. Прилука Новая: жит. 3579, евр. 2011; м. Самогородок: жит. 3605, евр. 1234; м. Спичинцы: жит. 2607, евр. 937. Кроме того, имеются следующие еврейские крестьянские поселения: с. Королевка — 235 душ; с. Новины — 100 душ; с. Романовка — 379 душ.
По числу портных (1680) уезд выделяется во всей Киевской губ. Местечко Прилуки сбывает готового платья и обуви на 6000 рублей в год; мест. Махновка — крестьянского платья на 3000 pублей; в Бердичев вывозят для продажи бельё, вышитое гладью шитье по канве и прочее из других пунктов Киевской губ. В уезде, по данным Еврейского колонизационного общества, сапожников и башмачников свыше 1100 (широким распространением пользуется своеобразный вид обуви, так называемая «пасталы» — лёгкая обувь из простой желтоватаго цвета кожи). Мебель местного производства вывозится из Бердичева и других пунктов уезда за пределы края, даже на Кавказ и за границу. Грамотных евреев-мужчин 4472 (то есть 31,3 %), женщин 1901 (то есть 15,8 %). Школ в уезде очень мало.

## Административное деление
На 1 января 1900 года Бердичевский уезд состоял из 10 местечек, 120 сёл, 40 деревень, 149 хуторов, 11 колоний, двух слобод, одного урочища, 17 ферм, девяти корчем, двух посёлков, 13 железнодорожных будок, двух железнодорожных станций и двух железнодорожных казарм — всего из 378 населённых пунктов. Все эти пункты были распределены в административном отношении между двумя мировыми посредниками, тремя становыми приставами, одним полицейским надзирателем, 16 волостными правлениями и 16 полицейскими урядниками. В судебно-мировом и следственном отношениях Бердичевский уезд был разделён на шесть судебно-мировых и пять следственных участков.
1. Быстрикская волость
2. Белиловская волость
3. Белопольская волость
4. Вахновская волость
5. Дзюньковская волость
6. Дубово-Мехеринецкая волость
7. Казатинская волость
8. Мало-Чернявская волость
9. Мало-Чернятинская волость
10. Махновская волость
11. Ново-Прилукская волость
12. Погребищская волость
13. Пузырецкая волость
14. Самгородская волость
15. Спичинецкая волость
16. Ширмовская волость